# 達洛·薩巴拉
達洛·克里斯多夫·薩巴拉（英語：Daryl Christopher Sabara，1992年6月14日—），美國男演員。較著名的是在《小鬼大間諜》系列電影（2001年至2011年）中主演朱尼·柯特茲。他也時常擔任配音員，參與過的知名作品如電視動畫《獅王的榮耀》（2004年至2005年）、《機械戰士REX》（2010年至2013年）和《終極蜘蛛俠》（2013年至2015年）。

## 早期生活
達洛·薩巴拉出生於加利福尼亞州洛杉磯。他母親的娘家姓是克雷布斯（Krebs）。他於2010年從威斯特高中畢業。薩巴拉有個名為伊凡（Evan）的雙胞胎兄弟，他也是一名配音演員。他是母親是俄羅斯猶太人，而父親是波蘭裔美國人，並已受過猶太教成人禮。薩巴拉曾和地區芭蕾舞團South Bay Ballet合作演出。

## 個人生活
薩巴拉於2016年7月起與女歌手梅根·崔娜交往。他們於2017年12月22日訂婚，並於2018年12月22日結婚（這同時也是崔娜的25歲生日）。

## 外部連結
- 達洛·薩巴拉在互联网电影资料库（IMDb）上的資料（英文）